# Хорошевка (Орловская область)
Хорошевка — деревня в Колпнянском районе Орловской области. Входит в состав Карловского сельского поселения. Население — 64 чел. (2010).

## География
Хорошевка находится в пределах центральной части Среднерусской возвышенности, в лесостепной зоне, в юго-восточной части области, в центральной части района. У юго-западной окраины — пруд.
Уличная сеть не выражена; деревня сформирована тремя обособленными кварталами.
Климат
Климат умеренно континентальный; средняя температура января −8,5 °C, средняя температура июля +18,5 °C. Среднегодовая температура воздуха составляет +4,6 °C. Абсолютный минимум температуры воздуха составляет −38 °C, а абсолютный максимум +37 °C. Годовое количество осадков 500—550 мм, в среднем 515 мм. Количество поступающей солнечной радиации составляет 91-92 ккал/см². По агроклиматическому районированию деревня Хорошевка, также как и весь район и поселение, относится к южному с коэффициентом увлажнения 1,2-1,3.
Часовой пояс
деревня Хорошевка, как и вся Орловская область, находится в часовой зоне МСК (московское время). Смещение применяемого времени относительно UTC составляет +3:00.

## Население
| 2010 |
| ---- |
| 64   |

Национальный состав
Согласно результатам переписи 2002 года, в национальной структуре населения русские составляли 98 % от общей численности населения в 80 жителей

## Инфраструктура
Личное подсобное хозяйство с зоной сельскохозяйственного использования, индивидуальная застройка усадебного типа. 6 домов газифицированы. Газопровод низкого давления обслуживает Орловский филиал ОАО «Газпромрегионгаз» Колпнянский РЭУ.

## Транспорт
Выезд на автодорогу регионального значения «Дросково — Колпны» (идентификационный
номер 54 ОП РЗ 54К-11) (Постановление Правительства Орловской области от 19.11.2015 N 501 (ред. от 20.12.2017) «Об утверждении Перечня автомобильных дорог общего пользования регионального и межмуниципального значения Орловской области»).
Автодорога местного значения 54-223 ОП МР 223С-46 «Клевцово — Хорошевка».